# De Havilland DH.114 Heron
Le de Havilland DH.114 Heron est un petit avion de ligne à hélices britannique dont le premier vol remonte au 10 mai 1950. Le Heron est un dérivé du bimoteur de Havilland DH.104 Dove (« colombe », en anglais), auquel on aurait ajouté deux moteurs supplémentaires et dont on aurait étiré le fuselage. Le Heron a été conçu comme un monoplan rustique, à aile basse et train tricycle, en vue de servir sur des lignes régionales. Son constructeur en a produit 150, exportés dans près de trente pays. Les Heron ont servi par la suite de base pour d’autres dérivés, tel le Riley Turbo Skyliner et les Saunders ST-27 et ST-28.

## Conception et développement
Dans l'immédiat après-guerre, l'avionneur britannique de Havilland Aircraft Company développe le DH.104 Dove, un petit bimoteur pour le transport de passagers destiné à remplacer le Dragon Rapide ; il emporte rapidement un vif succès. Il sert logiquement de base à un nouvel aéronef, plus grand : le fuselage est allongé pour permettre d'embarquer davantage de passagers ou de fret  et l'envergure est accrue pour permettre de loger deux moteurs supplémentaires. Le Heron est de construction entièrement métallique et suit des plans éprouvés ; l'avion résultant de cette conception peut ainsi tirer parti des pièces détachées conçues à l'origine pour le Dove, simplifiant ainsi la logistique pour les compagnies ayant les deux types d'aéronefs dans leur flotte.
Lors de la conception, l'accent est mis sur la rusticité et la simplicité dans le but de produire un aéronef économique pour les vols court et moyen-courriers dans des régions isolées et éloignées, non équipées d'aéroports modernes. Le Heron est conçu avec un train d'atterrissage fixe et les éprouvés moteurs Gipsy Queen 30 (en) créés dans les années 1930.
Le prototype du Heron, immatriculé G-ALZL, entreprend son premier vol avec Geoffrey Pike aux commandes le 10 mai 1950. L'avion décolle sans peinture, et après 100 heures d'essai, est présenté au public le 8 septembre 1950 au salon aéronautique de Farnborough, arborant encore son métal nu. En novembre, le prototype reçoit son certificat de navigation aérienne (en anglais : British Certificate of Airworthiness) et embarque à destination de Khartoum (Soudan) et Nairobi (Kenya) pour évaluer son comportement en milieu tropical et aride.
Le prototype est finalement peint et gréé en avion de ligne, avant d'être prêté en 1951 à British European Airways qui l'essaie sur ses liaisons écossaises. Ces essais s'avérant réussis, le Heron commence peu après d'être produit en série. Les premières livraisons se font à la National Airways Corporation (NAC), récente compagnie néo-zélandaise effectuant des vols intérieurs (absorbée en 1978 par Air New Zealand).
Le prix de base d'un DH.114 Heron neuf est, en 1960, d'environ 60 000 livres sterling sans la radio.

## Service opérationnel

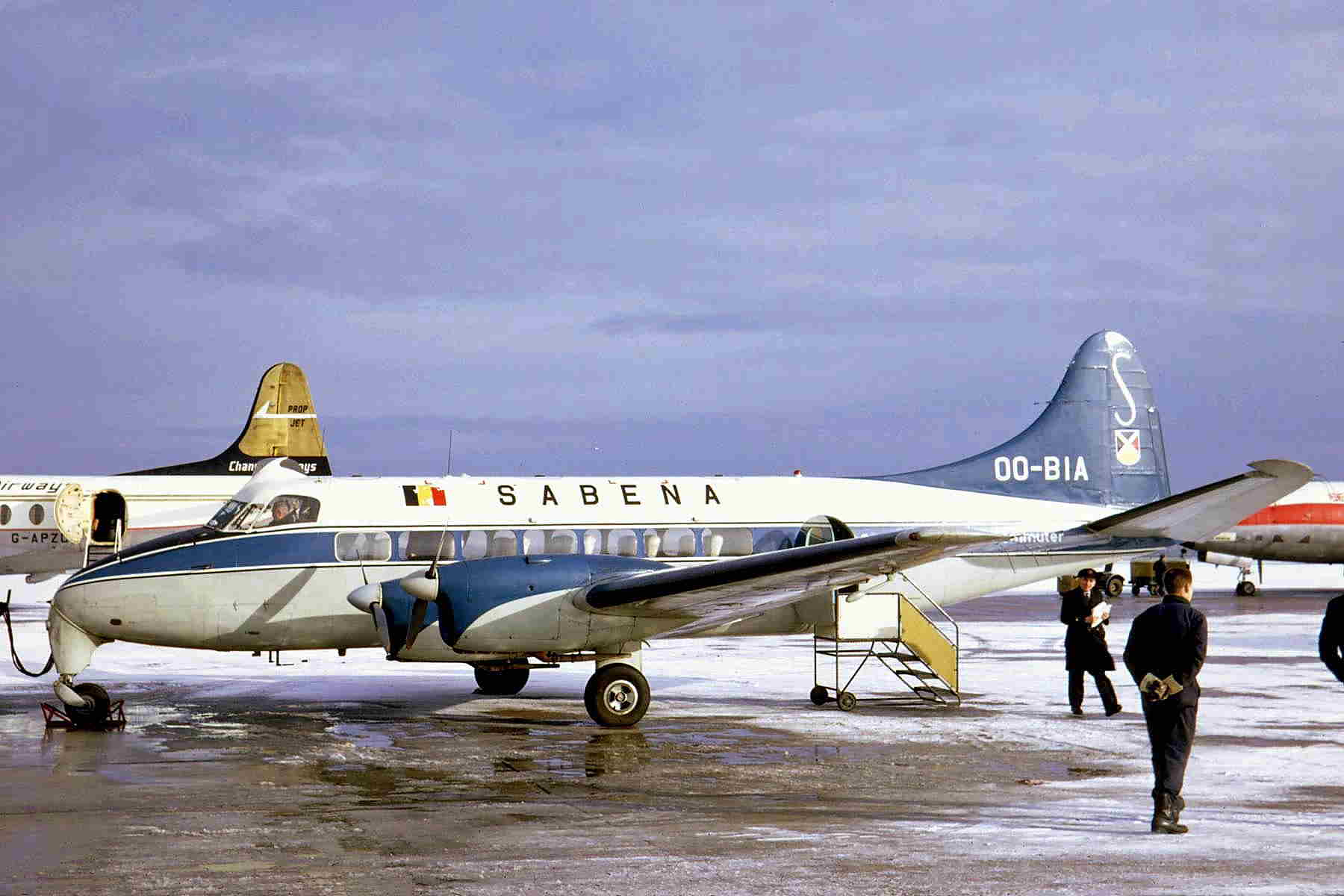
Un de Havilland Heron de Sabena à l'aéroport de Rotterdam-La Haye en 1968.

Les premiers Heron, de la série 1A, souffrent de quelques défauts, comme la NAC ne tarde pas à le découvrir. Avant tout, l'aéroplane est globalement sous-motorisé. Ses moteurs relativement lourds (quelque 400 kg chacun) ne développent pas plus de 190 kW chacun. Par comparaison, les modifications ultérieures de l'avion ou ses dérivés — par exemple le Saunders ST-27 — pourront développer jusqu'à 50 % de puissance en plus. À la différence du DH.104 Dove, le Heron est pourvu d'un train fixe et la roue avant n'est pas directrice, ce qui simplifie la maintenance mais réduit la vitesse maximale.
Après la construction de 51 exemplaires de la série 1, la production bascule sur la série 2, dont le principal changement par rapport à la première série consiste en un train rétractable, réduisant la traînée et par là la consommation de carburant, tout en augmentant la vitesse maximale. Le modèle 2A est l'équivalent du 1A, la version passagers de base, alors que le 1B et son successeur le 2B disposent d'une masse maximale au décollage accrue ; le 2C jouit en outre d'hélices à pas variable, le Heron 2D a une masse au décollage encore augmentée par rapport au modèle B, enfin le modèle 2E est un Heron pour VIP.
En service, le Heron est généralement apprécié des équipages comme des passagers, sensibles à la sécurité accrue apportée par les quatre moteurs. À une époque où les petits avions de ligne sont encore rares dans les régions isolées ou éloignées, le DH.114 est à même de proposer un service fiable et confortable avec 17 places assises en sièges individuels répartis de chaque côté du couloir. Avec son fuselage élargi, les clients pouvaient se tenir debout et des hublots plus grands amenaient plus de lumière. Les bagages prennent place dans un compartiment dans la queue de l'appareil, un espace de stockage additionnel plus petit se trouvant au niveau du nez de l'appareil. Une petite particularité apparaît à l'usage : les passagers prenant place en premier à l'arrière peuvent faire s'affaisser le Heron sur sa queue ; Les pilotes et les techniciens ont tôt fait de soutenir la queue pour empêcher ce basculement.
Quinze Herons sillonnent l'Australie à partir de 1952, en service au sein de compagnies telles que Butler Air Transport (Tamworth), Connellan Airlines (Alice Springs), Southern Airlines (Melbourne), Kendall Airlines (Wagga Wagga), Heron Airlines (Sydney) et Airlines of Tasmania (Launceston).
Après que la production cesse, en 1963, plusieurs entreprises, notamment Riley Aircraft Corporation, proposent différents « kits » de modification du Heron, concernant essentiellement le remplacement des moteurs, de manière à grandement améliorer les capacités de l'appareil au décollage et en vitesse maximale. Riley Aircraft remplace les Gipsy Queens par des moteurs à cylindres opposés de Lycoming, les IO-540. L'une des compagnies aériennes apportant des modifications à ses Herons est Prinair, qui change les Gipsy Queens d'origine par des Continental IO-520. Connellan Airways convertit également ses Herons en recourant à des kits de Riley. Quand les avions disponibles atteignent leur fin de vie, la greffe de nouveaux moteurs donne à ces aéronefs vieillissants une nouvelle jeunesse et de nombreux exemplaires convertis dans les années 1970 et 1980 volent encore ; ainsi le N415SA, un Heron modifié par un kit Riley, vole-t-il toujours en Suède à la date du 20 mai 2012 et un Riley Turbo Skyliner, de numéro de queue N600PR, est toujours en service aux États-Unis — cet exemplaire est d'ailleurs visible dans un film tourné en 1986, Club Paradis, avec Robin Williams et Peter O'Toole.
La modification la plus radicale du Heron est le Saunders ST-27/ST-28, qui modifie en profondeur tant la configuration de l'avion que sa ligne, deux turbopropulseurs puissants succédant à la configuration quadrimoteurs d'origine ; la bosse du cockpit, aisément reconnaissable sur le Heron, disparaît, la forme des hublots change et les saumons ne sont plus ronds mais carrés.
En France, seule la compagnie UAT (union aéromaritime de transport) avait dans sa flotte cet appareil, ainsi qu'un Nord 2501.

## Dans la culture populaire
Un de Havilland Heron est utilisé dans la série intitulée Le Crash du vol 29. On retrouve également un Heron dans Coups fourrés (Khufra Run en version originale) de Jack Higgins.
Une variante du Heron, un Riley Turbo Skyliner, sert dans la comédie américaine de 1986 intitulée Club Paradis.
Le Heron G-ANUO apparaît dans la série Mission casse-cou, saison 1, épisode 4. Dempsey est entraîné hors de l'avion en vol, sans parachute, et Harriet arrive à poser l'avion…

## Variantes

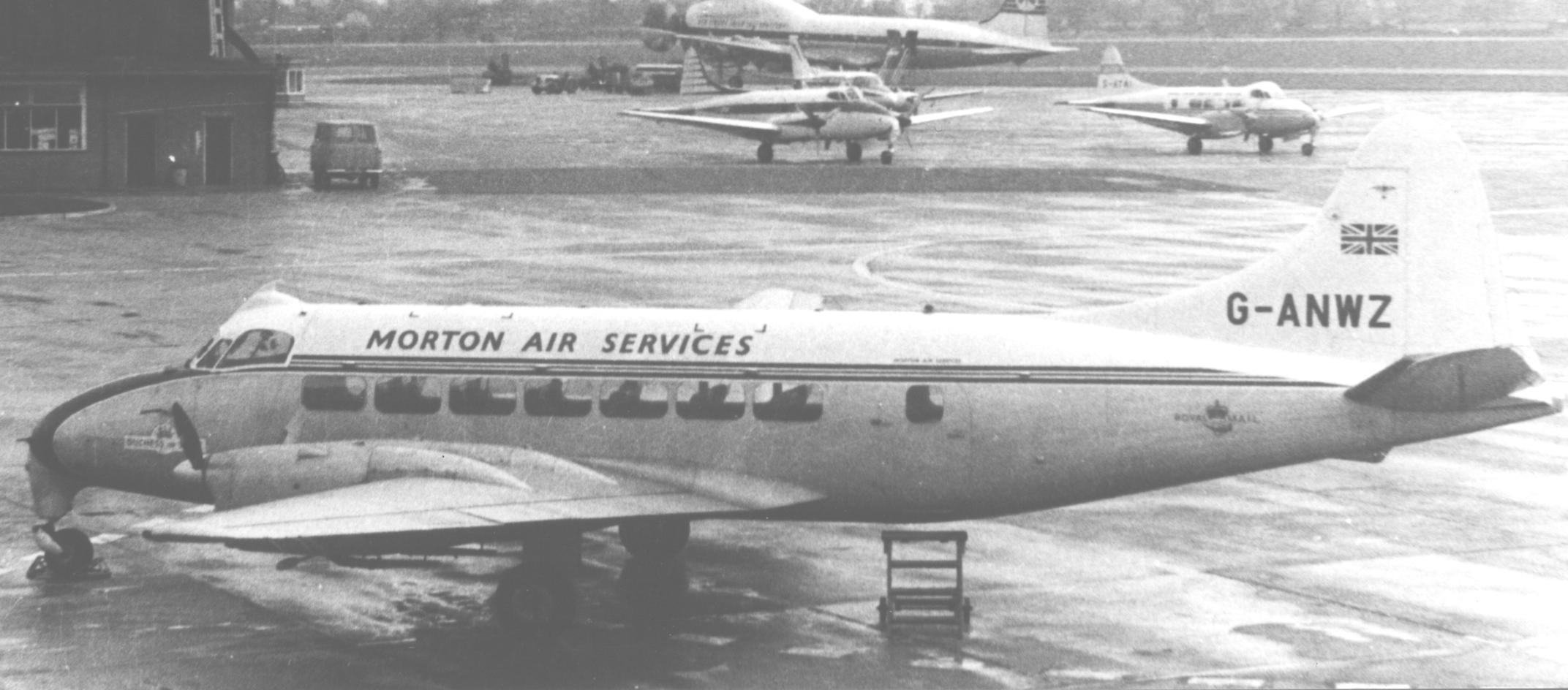
DH.114 Heron 1B de la Morton Air Services en 1965. Noter le train fixe de cette version.

- Heron 1: Avion de transport léger quadrimoteur. Équipé d'un train d'atterrissage fixe.
  - Heron 1B: Ce modèle voit sa masse maximale au décollage augmenter pour atteindre 5 900 kg.
- Heron 2: Avion de transport léger quadrimoteur. Équipé d'un train d'atterrissage rétractable.
  - Heron 2A: Cette désignation n'a concerné qu'un seul Heron 2, vendu à un acheteur civil des États-Unis.
  - Heron 2B: Ce modèle jouit de la même masse maximale au décollage que le 1B.
  - Heron 2C: Redésignation des Herons 2B, le 2C offrait la possibilité d'avoir en option des hélices à pas variable.
  - Heron 2D: Avion de transport léger quadrimoteur. Ce modèle porte la masse maximale au décollage à 6 123 kg.
  - Heron 2E: Version de transport de VIP. Un unique exemplaire, construit sur mesure.
- Heron C.Mk 3: Version de transport de VIP, conçu pour les vols du monarque du Royaume-Uni, opérée par la Royal Air Force (RAF). Deux exemplaires construits.
- Heron C.Mk 4: Version de transport de VIP pour les vols de la reine, RAF. Un exemplaire construit.
- Sea Heron C.Mk 20: Version de transport et de communications à destination de la Royal Navy. Trois Herons 2 et deux Herons 2B civils sont acquis en vue de leur transformation par la Royal Navy en 1961.
- Riley Turbo Skyliner: Version remotorisée. Un certain nombre de Herons verront leurs moteurs d'origine remplacés par des moteurs boxers 6 cylindres Lycoming IO-540 (de 216 kW)[4]. Les modifications sont effectuées par la Riley Turbostream Corporation aux États-Unis.

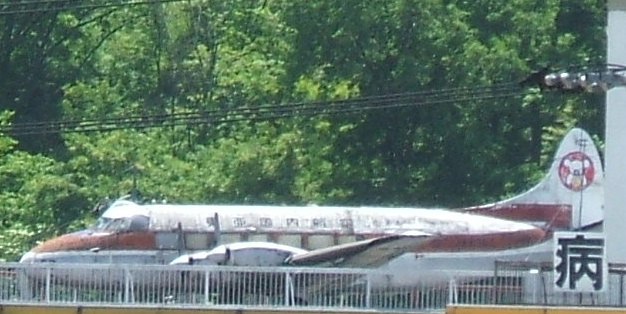
DH.114 Tawron japonais

- Saunders ST-27: Le fuselage est allongé de 2,59 m, pour accueillir jusqu'à 23 passagers. Il est remotorisé par deux turbopropulseurs Pratt & Whitney Canada PT6A-34 de 559 kW. Douze Herons sont ainsi modifiés par la Saunders Aircraft Corporation à Gimli (Manitoba) au Canada.
  - ST-27A et ST-27B : La désignation d'origine du ST-28.
  - Saunders ST-28: Version améliorée du ST-27. Un prototype construit.
- Tawron: Conversion par le japonais Shin Meiwa pour le compte de la Toa Airways (en) avec des moteurs Continental IO-470 de 194 kW en remplacement des moteurs d'origine[5].

## Opérateurs

### Utilisateurs militaires

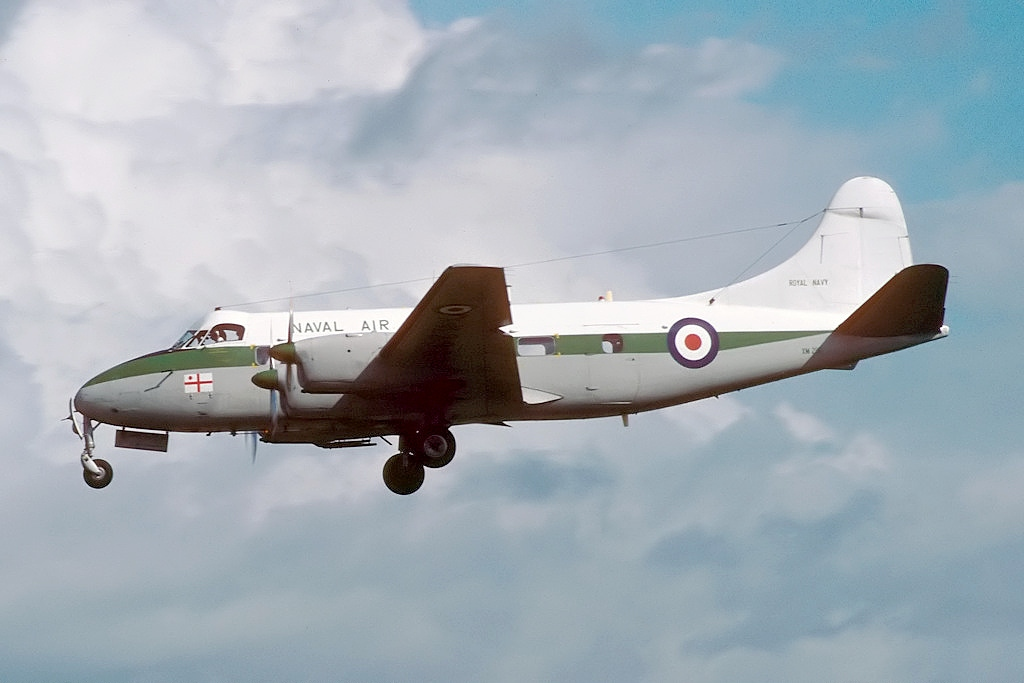
De Havilland DH.114 Heron C.Mk 4, Royal Navy

- Ceylan
- Allemagne
- Ghana
- Irak
- Jordanie
- Katanga
- Koweït
- Malaisie
- Afrique du Sud
- Royaume-Uni

### Utilisateurs civils

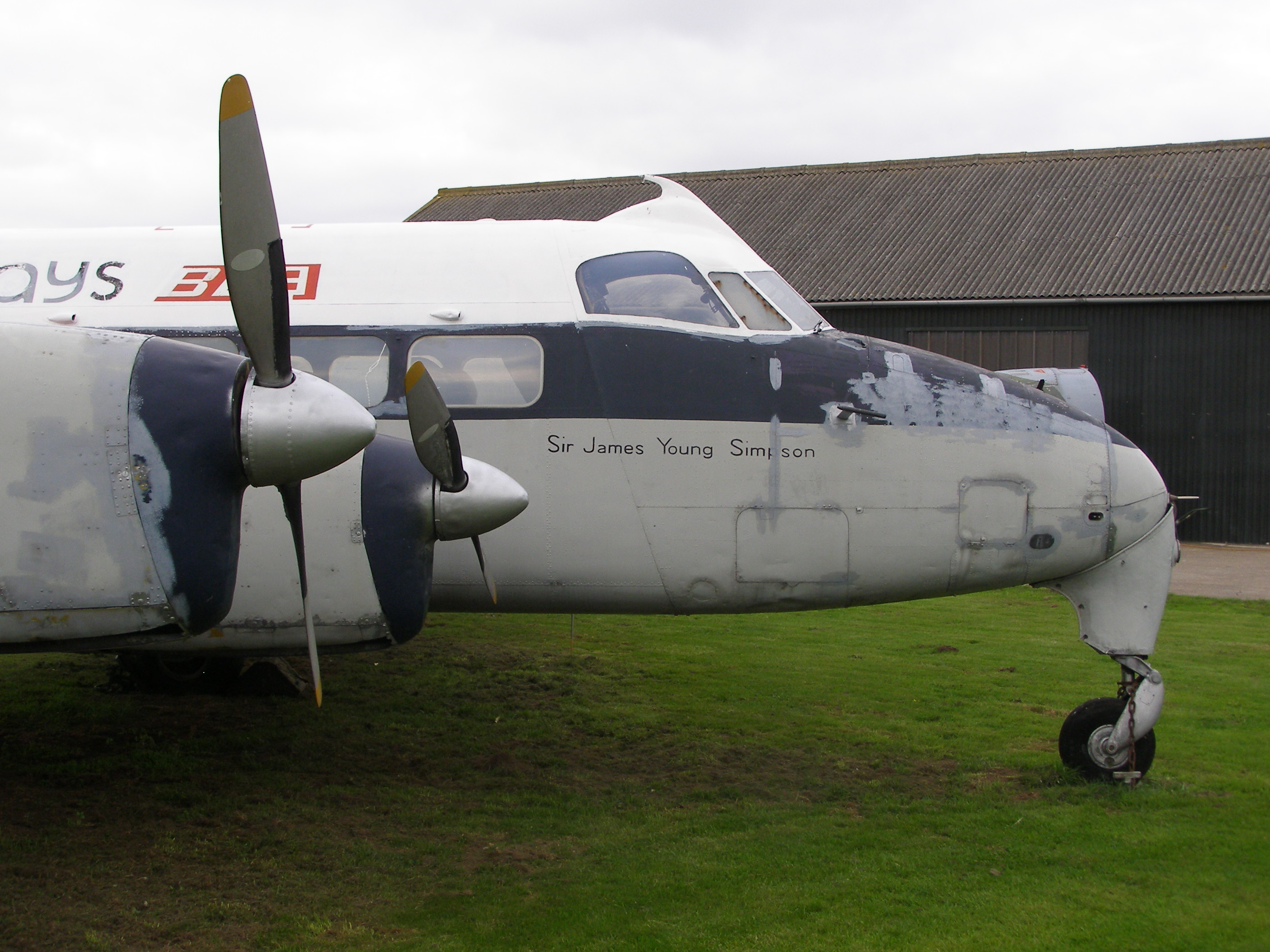
Heron 1B au Newark Air Museum

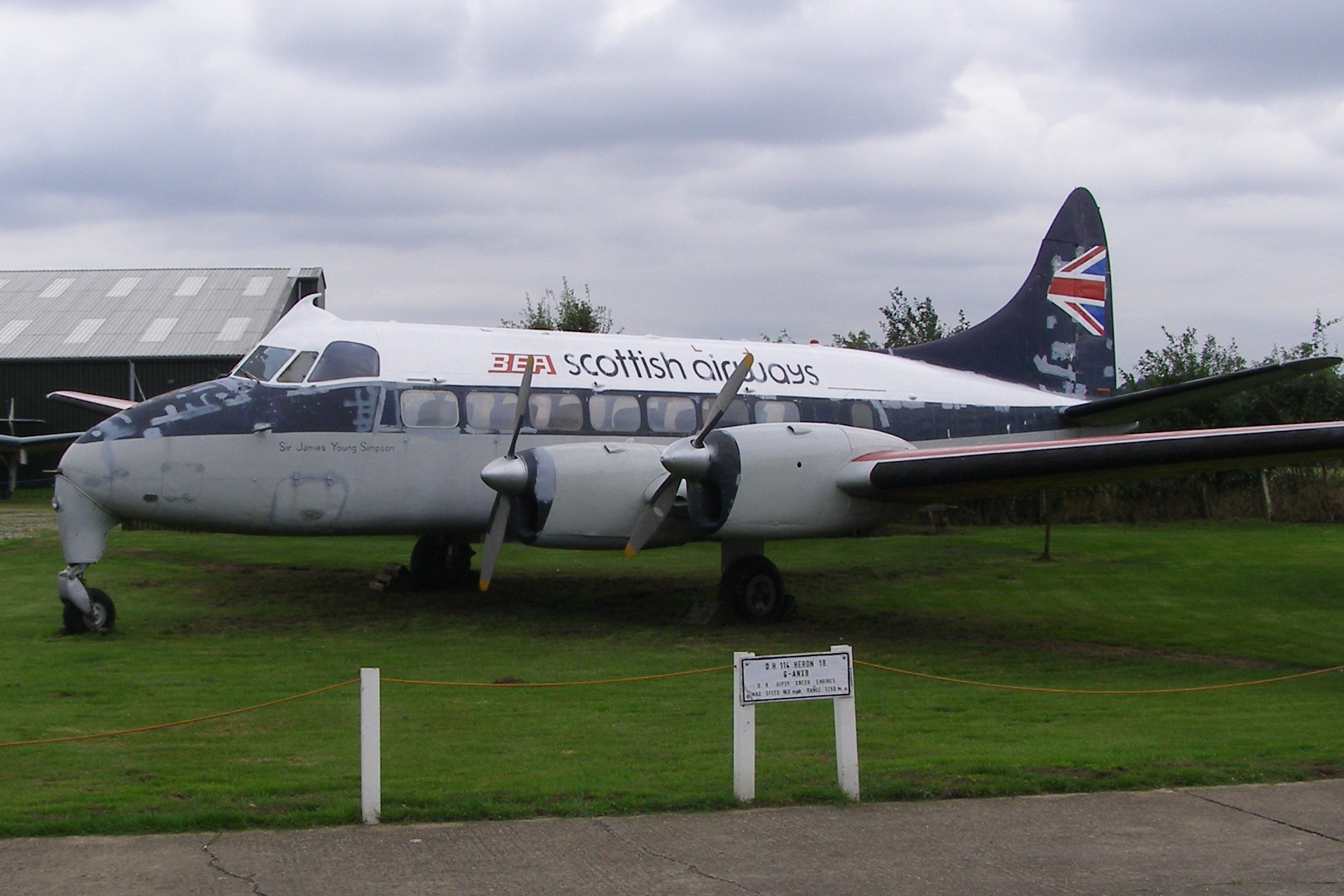
Heron 1B au Newark Air Museum

- Australie
- Bahreïn (Gulf Aviation (en), ancêtre de Gulf Air)
- Belgique
- Brésil
- Canada
- Côte d'Ivoire
- Colombie
- Danemark
- États-Unis
- Fidji
- France
- Honduras
- Inde
- Indonésie
- Italie
- Jamaïque
- Japon
- Nigeria
- Nouvelle-Zélande
- Norvège
- Porto Rico
- Rhodésie du Sud
- Royaume-Uni
- Sao Tomé-et-Principe
- Sainte-Lucie
- Sierra Leone
- Suède
- Thaïlande
- Turquie
- Uruguay